# Право собственности и гражданские права
В канадском конституционном праве параграф 92(13) Конституционного акта 1867 предоставляет провинциальному правительству исключительное право издавать законы по вопросам, связанным с правом собственности и гражданскими правами в провинции. В этом контексте понятие гражданских прав отличается от того, что подразумевается под гражданскими свободами,— здесь имеются в виду деликтная ответственность и права, вытекающие из контрактов. Это полномочие в целом уравновешивается федеральными полномочиями в сфере торговли и обмена согласно параграфу 91(2) и в сфере уголовного права согласно параграфу 91(27).
Это наиболее действенное и широкое из прав, переданных конституцией провинциям. Связанное с ним провинциальное полномочие во «всех вопросах, по своему характеру имеющих местное или частное значение в провинции», согласно п. 92(16), первоначально задумывшееся как широкое остаточное полномочие, обычно не рассматривается применительно к правам собственности и соответствующим гражданским правам.
На практике это полномочие широко интерпретируется, предоставляя провинциям возможность контролировать множество вопросов, связанных с правами собственности и гражданскими правами, включая права, вытекающие из контрактов, трудовые отношения, профессии, межпровинциальные торговые проекты, рекламную деятельность, коммерческие ценные бумаги, производство и предпринимательство.